# Autonomia funzionale
Con autonomia funzionale si indica una tipologia di enti pubblici che si collocano in una posizione intermedia tra lo Stato e gli enti territoriali e si caratterizzano per avere come elemento costitutivo la rappresentanza di specifici interessi.

## Descrizione
Gli enti di autonomia funzionale assumono quindi come riferimento la funzione, a differenza degli enti territoriali, i quali sono rappresentativi di un'intera comunità di cittadini, residenti su un determinato territorio. Per le camere di commercio il territorio non è un elemento costitutivo, ma delimita la loro sfera di azione che rimane riferita all'ambito provinciale.
Le autonomie funzionali sono state introdotte nel nostro ordinamento in seguito alla riforma amministrativa avviata dalla legge Bassanini che stabiliva, tra le funzioni e i compiti di carattere amministrativo da sottrarre al conferimento alle regioni e agli enti locali, “i compiti esercitati localmente in regime di autonomia funzionale dalle camere di commercio, industria, artigianato e agricoltura e dalle Università degli studi” (art. 1, comma 3, lettera d).

## Nel mondo

### Italia
Hanno tale caratteristiche alcuni enti come camere di commercio, la scuola e l'università in Italia, gli enti che il legislatore ha espressamente qualificato come autonomie funzionali: le attribuzioni a loro riferite riguardano, per le camere di commercio, il sistema delle imprese; per gli istituti scolastici e le università.
Possono essere schematizzate come segue:
| Autonomia funzionale                                              | Legge istitutiva                             | Funzioni                                                                 |
| ----------------------------------------------------------------- | -------------------------------------------- | ------------------------------------------------------------------------ |
| Camera di commercio, industria, artigianato e agricoltura (CCIAA) | Legge 29 dicembre 1993, n. 580               | Funzioni amministrative e di promozione delle imprese                    |
| Fondazioni bancarie (Enti conferenti a struttura istituzionale)   | Legge 30 luglio 1990, n. 218                 | Funzione di promozione di progetti di pubblica utilità                   |
| Autorità portuali                                                 | Legge 28 gennaio 1994, n. 84                 | Indirizzo programmazione e controllo attività portuale                   |
| Aziende sanitarie locali                                          | Decreto legislativo 30 dicembre 1992, n. 502 | Tutti i poteri di gestione nonché la rappresentanza delle USL            |
| Università                                                        | Legge 9 maggio 1989, n. 168                  | Istruzione universitaria e attività di ricerca (indirizzo e sviluppo)    |
| Autorità di bacino                                                | Legge 18 maggio 1989, n. 183                 | norme per il riassetto organizzativo e funzionale della difesa del suolo |